# Amélio Zuliani
Amélio Zuliani (São Paulo, 25 de janeiro de 1913 – , 8 de fevereiro de 1995) foi um político brasileiro.

## Biografia
Amélio Zuliani nasceu na capital paulista, no bairro do Cambuci. Era filho dos imigrantes italianos Vicente e Ângela Zuliani. Amélio teve cinco irmãos.
Jogou basquete pelo então Palestra Itália, atual Sociedade Esportiva Palmeiras.
Aos vinte anos mudou-se para Pilar, então bairro de São Bernardo do Campo, para trabalhar em um a fábrica de cerâmica. Aprendeu com o pai o ofício de carpinteiro, vindo a trabalhar na Porcelana Mauá.
Casou-se com Íria Giannoni, filha de Ângelo Giannoni, tendo três filhos: Marlene, Vera e Álvaro. Na época, algumas das poucas diversões existentes para os moradores de Pilar eram ir à missa, frequentar os bailes da Associação Atlética Industrial e caminhar à passeio pela Avenida Barão de Mauá no domingo ao fim da tarde. Amélio chegou a ser músico da Banda Lyra de Mauá e presidente da A.A. Industrial.

## Carreira na política
Amélio começou a se envolver com política ao apoiar e participar da Comissão Emancipacionista de Pilar. Era amigo pessoal de Élio Bernardi, sendo seu cabo eleitoral.
Foi eleito vereador de Mauá, com mandato de 1959 a 1962. Na Câmara, acabou escolhido 2º Secretário.

### Prefeito de Mauá
Faltando aproximadamente quatro meses para o fim de seu mandato como vereador, sua carreira política sofreu uma reviravolta inesperada. O prefeito Élio Bernardi afastou-se do cargo para concorrer a outro cargo público eletivo. O vice-prefeito, o presidente da Câmara e o primeiro secretário também se afastaram, para concorrer em outras eleições, com o que Amélio tornou-se o prefeito de Mauá em 4 de setembro de 1962. Amélio governou até concluir o período, em 31 de dezembro, não tendo tempo pra grandes realizações no governo.
Nunca mais concorreu a nenhum cargo público eletivo. Seu genro, no entanto, foi vereador duas vezes. Tornou-se fiscal da prefeitura no governo de Edgard Grecco, cargo no qual trabalhou até a aposentadoria.